# Owenia artifex
Owenia artifex är en ringmaskart som först beskrevs av Addison Emery Verrill 1885.  Owenia artifex ingår i släktet Owenia och familjen Oweniidae. Inga underarter finns listade i Catalogue of Life.